# Margarites pribiloffensis
Margarites pribiloffensis är en snäckart som först beskrevs av Dall 1919.  Margarites pribiloffensis ingår i släktet Margarites och familjen pärlemorsnäckor. Inga underarter finns listade i Catalogue of Life.